# Camerunia albida
Camerunia albida är en fjärilsart som beskrevs av Aurivillius 1901. Camerunia albida ingår i släktet Camerunia och familjen Eupterotidae. Inga underarter finns listade i Catalogue of Life.